# Championnat du monde de vitesse moto 1966
Navigation
Édition précédente Édition suivante
Le Championnat du monde de vitesse moto 1966 est la dix-huitième saison de vitesse moto organisée par la FIM.

Ce championnat comporte douze courses de Grand Prix, pour cinq catégories : 500 cm3, 350 cm3, 250 cm3, 125 cm3 et 50 cm3.

## Attribution des points
Les points du championnat sont attribués aux six premiers de chaque course :
- Premier : 8 points
- Second : 6 points
- Troisième : 4 points
- Quatrième : 3 points
- Cinquième : 2 points
- Sixième : 1 point

## Grand Prix
| N° | Course                            | Lieu             | Vainqueur 50 cm³     | Vainqueur 125 cm³ | Vainqueur 250 cm³ | Vainqueur 350 cm³ | Vainqueur 500 cm³ | Résultat |
| -- | --------------------------------- | ---------------- | -------------------- | ----------------- | ----------------- | ----------------- | ----------------- | -------- |
| 1  | Grand Prix d'Espagne              | Montjuïc         | Luigi Taveri         | Bill Ivy          | Mike Hailwood     |                   |                   | Résultat |
| 2  | Grand Prix d'Allemagne de l'Ouest | Hockenheim       | Hans-Georg Anscheidt | Luigi Taveri      | Mike Hailwood     | Mike Hailwood     | Jim Redman        | Résultat |
| 3  | Grand Prix de France              | Clermont-Ferrand |                      |                   | Mike Hailwood     | Mike Hailwood     |                   | Résultat |
| 4  | Grand Prix des Pays-Bas           | Assen            | Luigi Taveri         | Bill Ivy          | Mike Hailwood     | Mike Hailwood     | Jim Redman        | Résultat |
| 5  | Grand Prix de Belgique            | Spa              |                      |                   | Mike Hailwood     |                   | Giacomo Agostini  | Résultat |
| 6  | Grand Prix d'Allemagne de l'Est   | Sachsen          |                      | Luigi Taveri      | Mike Hailwood     | Giacomo Agostini  | Frantisek Stastny | Résultat |
| 7  | Grand Prix de Tchécoslovaquie     | Brno             |                      | Luigi Taveri      | Mike Hailwood     | Mike Hailwood     | Mike Hailwood     | Résultat |
| 8  | Grand Prix de Finlande            | Imatra           |                      | Phil Read         | Mike Hailwood     | Mike Hailwood     | Giacomo Agostini  | Résultat |
| 9  | Grand Prix d'Ulster               | Dundrod          |                      | Luigi Taveri      | Ginger Molloy     | Mike Hailwood     | Mike Hailwood     | Résultat |
| 10 | Tourist Trophy                    | Île de Man       | Ralph Bryans         | Bill Ivy          | Mike Hailwood     | Giacomo Agostini  | Mike Hailwood     | Résultat |
| 11 | Grand Prix des Nations            | Monza            | Hans-Georg Anscheidt | Luigi Taveri      | Mike Hailwood     | Giacomo Agostini  | Giacomo Agostini  | Résultat |
| 12 | Grand Prix du Japon               | Fuji             | Yoshimi Katayama     | Bill Ivy          | Hiroshi Hasegawa  | Phil Read         |                   | Résultat |

## Résultats de la saison

### Championnat 1966 catégorie 500 cm³
| Clas. | Pilote            | Pays                 | Constructeur | Points | Victoires |
| ----- | ----------------- | -------------------- | ------------ | ------ | --------- |
| 1     | Giacomo Agostini  | Italie               | MV Agusta    | 36     | 3         |
| 2     | Mike Hailwood     | Royaume-Uni          | Honda        | 30     | 3         |
| 3     | Jack Findlay      | Australie            | Matchless    | 20     | 0         |
| 4     | Frantisek Stastny | Tchécoslovaquie      | Jawa         | 17     | 1         |
| 5     | Jim Redman        | Rhodésie             | Honda        | 16     | 2         |
| 6     | Gyula Marsovsky   | Suisse               | Matchless    | 13     | 0         |
| =     | Jack Ahearn       | Australie            | Norton       | 13     | 0         |
| 8     | Stuart Graham     | Royaume-Uni          | Matchless    | 11     | 0         |
| 9     | Peter Williams    | Royaume-Uni          | Matchless    | 7      | 0         |
| 10    | Chris Conn        | Royaume-Uni          | Norton       | 6      | 0         |
| =     | Ron Chandler      | Royaume-Uni          | Matchless    | 6      | 0         |
| 12    | Lewis Young       | Royaume-Uni          | Matchless    | 3      | 0         |
| =     | John Cooper       | Royaume-Uni          | Norton       | 3      | 0         |
| =     | John Blanchard    | Royaume-Uni          | Matchless    | 3      | 0         |
| =     | Fred Stevens      | Royaume-Uni          | Paton        | 3      | 0         |
| 16    | Eduard Lenz       | Autriche             | Matchless    | 2      | 0         |
| =     | John Mawby        | Royaume-Uni          | Norton       | 2      | 0         |
| =     | Malcolm Stanton   | Australie            | Norton       | 2      | 0         |
| =     | Walter Scheimann  | Allemagne de l'Ouest | Norton       | 2      | 0         |
| 20    | John Dodds        | Australie            | Norton       | 1      | 0         |
| =     | Eric Hinton       | Australie            | Norton       | 1      | 0         |

### Championnat 1966 catégorie 350 cm³
| Clas. | Pilote            | Pays               | Constructeur | Points | Victoires |
| ----- | ----------------- | ------------------ | ------------ | ------ | --------- |
| 1     | Mike Hailwood     | Royaume-Uni        | Honda        | 48     | 6         |
| 2     | Giacomo Agostini  | Italie             | MV Agusta    | 42     | 3         |
| 3     | Renzo Pasolini    | Italie             | Aermacchi    | 17     | 0         |
| 4     | Frantisek Stastny | Tchécoslovaquie    | Jawa         | 13     | 0         |
| 5     | Gustav Havel      | Tchécoslovaquie    | Jawa         | 12     | 0         |
| 6     | Alberto Pagani    | Italie             | Aermacchi    | 11     | 0         |
| 7     | Heinz Rosner      | Allemagne de l'Est | MZ           | 10     | 0         |
| 8     | Phil Read         | Royaume-Uni        | Yamaha       | 8      | 1         |
| 9     | Jack Ahearn       | Australie          | Norton       | 8      | 0         |
| 10    | Bruce Beale       | Rhodésie           | Honda        | 7      | 0         |
| 11    | Tarquinio Provini | Italie             | Benelli      | 6      | 0         |
| =     | Peter Williams    | Royaume-Uni        | AJS          | 6      | 0         |
| =     | Bill Ivy          | Royaume-Uni        | Yamaha       | 6      | 0         |
| 14    | Silvio Grassetti  | Italie             | Bianchi      | 6      | 0         |
| 15    | Jim Redman        | Rhodésie           | Honda        | 4      | 0         |
| =     | Tommy Robb        | Royaume-Uni        | Bultaco      | 4      | 0         |
| =     | Chris Conn        | Royaume-Uni        | Norton       | 4      | 0         |
| 18    | Gilberto Milani   | Italie             | Aermacchi    | 3      | 0         |
| =     | Stuart Graham     | Royaume-Uni        | AJS          | 3      | 0         |
| =     | Kel Carruthers    | Australie          | Norton       | 3      | 0         |
| =     | Byron Black       | Royaume-Uni        | Honda        | 3      | 0         |
| 22    | Frantisek Bocek   | Tchécoslovaquie    | Jawa         | 3      | 0         |
| 23    | Dave Simmonds     | Royaume-Uni        | Honda-Norton | 2      | 0         |
| =     | Kenzo Muromachi   | Japon              | Honda        | 2      | 0         |
| 25    | John Blanchard    | Royaume-Uni        | AJS          | 1      | 0         |
| =     | Joe Dunphy        | Royaume-Uni        | Norton       | 1      | 0         |
| =     | Kent Andersson    | Suède              | Husqvarna    | 1      | 0         |

### Championnat 1966 catégorie 250 cm³
| Clas. | Pilote            | Pays                 | Constructeur  | Points | Victoires |
| ----- | ----------------- | -------------------- | ------------- | ------ | --------- |
| 1     | Mike Hailwood     | Royaume-Uni          | Honda         | 56     | 10        |
| 2     | Phil Read         | Royaume-Uni          | Yamaha        | 34     | 0         |
| 3     | Jim Redman        | Rhodésie             | Honda         | 20     | 0         |
| 4     | Derek Woodman     | Royaume-Uni          | MZ            | 18     | 0         |
| 5     | Stuart Graham     | Royaume-Uni          | Honda         | 15     | 0         |
| 6     | Heinz Rosner      | Allemagne de l'Est   | MZ            | 15     | 0         |
| 7     | Jack Findlay      | Australie            | Bultaco       | 14     | 0         |
| 8     | Frantisek Stastny | Tchécoslovaquie      | Jawa          | 11     | 0         |
| 9     | Michael Duff      | Canada               | Yamaha        | 9      | 0         |
| 10    | Ginger Molloy     | Nouvelle-Zélande     | Bultaco       | 8      | 1         |
| =     | Hiroshi Hasegawa  | Japon                | Yamaha        | 8      | 1         |
| 12    | Gyula Marsovsky   | Suisse               | Bultaco       | 8      | 0         |
| 13    | Bill Ivy          | Royaume-Uni          | Yamaha        | 5      | 0         |
| 14    | Renzo Pasolini    | Italie               | Aermacchi     | 4      | 0         |
| =     | Kevin Cass        | Australie            | Bultaco       | 4      | 0         |
| =     | Peter Inchley     | Royaume-Uni          | Villiers      | 4      | 0         |
| =     | Alberto Pagani    | Italie               | Aermacchi     | 4      | 0         |
| =     | Akiyasu Motohashi | Japon                | Yamaha        | 4      | 0         |
| 19    | Bruce Beale       | Rhodésie             | Honda         | 4      | 0         |
| 20    | Kent Andersson    | Suède                | Husqvarna     | 4      | 0         |
| 21    | Selwyn Griffiths  | Royaume-Uni          | Royal Enfield | 3      | 0         |
| 22    | Tommy Robb        | Royaume-Uni          | Bultaco       | 3      | 0         |
| 23    | Chris Anderson    | Royaume-Uni          | Yamaha        | 2      | 0         |
| =     | Jim Curry         | Royaume-Uni          | Honda         | 2      | 0         |
| 25    | Günter Beer       | Allemagne de l'Ouest | Honda         | 1      | 0         |
| =     | Daniel Lhéraud    | France               | Yamaha        | 1      | 0         |
| =     | Len Atlee         | Australie            | Cotton        | 1      | 0         |
| =     | Bill Smith (en)   | Royaume-Uni          | Bultaco       | 1      | 0         |
| =     | Giuseppe Visenzi  | Italie               | Aermacchi     | 1      | 0         |

### Championnat 1966 catégorie 125 cm³
| Clas. | Pilote               | Pays                 | Constructeur | Points | Victoires |
| ----- | -------------------- | -------------------- | ------------ | ------ | --------- |
| 1     | Luigi Taveri         | Suisse               | Honda        | 46     | 5         |
| 2     | Bill Ivy             | Royaume-Uni          | Yamaha       | 40     | 4         |
| 3     | Ralph Bryans         | Royaume-Uni          | Honda        | 32     | 0         |
| 4     | Phil Read            | Royaume-Uni          | Yamaha       | 29     | 1         |
| 5     | Hugh Anderson        | Nouvelle-Zélande     | Suzuki       | 15     | 0         |
| 6     | Yoshimi Katayama     | Japon                | Suzuki       | 14     | 0         |
| 7     | Frank Perris         | Royaume-Uni          | Suzuki       | 10     | 0         |
| 8     | Akiyasu Motohashi    | Japon                | Yamaha       | 5      | 0         |
| 9     | Michael Duff         | Canada               | Yamaha       | 4      | 0         |
| =     | Mitsuo Itoh          | Japon                | Suzuki       | 4      | 0         |
| 11    | Tommy Robb           | Royaume-Uni          | Yamaha       | 3      | 0         |
| 12    | Francesco Villa      | Italie               | Montesa      | 2      | 0         |
| =     | Hans-Georg Anscheidt | Allemagne de l'Ouest | Suzuki       | 2      | 0         |
| =     | Peter Williams       | Royaume-Uni          | EMC          | 2      | 0         |
| 15    | José Medrano         | Espagne              | Bultaco      | 1      | 0         |
| =     | Herbert Mann         | Allemagne de l'Ouest | MZ           | 1      | 0         |
| =     | Mike Hailwood        | Royaume-Uni          | Honda        | 1      | 0         |
| =     | Friedhelm Kohlar     | Allemagne de l'Est   | MZ           | 1      | 0         |
| =     | Hartmut Bischoff     | Allemagne de l'Est   | MZ           | 1      | 0         |
| =     | Walter Scheimann     | Allemagne de l'Ouest | Honda        | 1      | 0         |
| =     | Yasuharu Yuzawa      | Japon                | Yamaha       | 1      | 0         |

### Championnat 1966 catégorie 50 cm³
| Clas. | Pilote               | Pays                 | Constructeur | Points | Victoires |
| ----- | -------------------- | -------------------- | ------------ | ------ | --------- |
| 1     | Hans-Georg Anscheidt | Allemagne de l'Ouest | Suzuki       | 28     | 2         |
| 2     | Ralph Bryans         | Royaume-Uni          | Honda        | 26     | 1         |
| 3     | Luigi Taveri         | Suisse               | Honda        | 26     | 2         |
| 4     | Hugh Anderson        | Nouvelle-Zélande     | Suzuki       | 16     | 0         |
| 5     | Yoshimi Katayama     | Japon                | Suzuki       | 10     | 1         |
| 6     | Barry Smith          | Australie            | Derbi        | 3      | 0         |
| =     | Ernst Degner         | Allemagne de l'Ouest | Suzuki       | 3      | 0         |
| =     | Mitsuo Itoh          | Japon                | Suzuki       | 3      | 0         |
| 9     | Angel Nieto          | Espagne              | Derbi        | 2      | 0         |
| =     | Oswald Dittrich      | Allemagne de l'Ouest | Kreidler     | 2      | 0         |
| =     | Brian Gleed          | Royaume-Uni          | Honda        | 2      | 0         |
| =     | Tommy Robb           | Royaume-Uni          | Bridgestone  | 2      | 0         |
| 13    | Cees van Dongen      | Pays-Bas             | Kreidler     | 1      | 0         |
| =     | Isao Morishita       | Japon                | Bridgestone  | 1      | 0         |
| =     | Dave Simmonds        | Royaume-Uni          | Honda        | 1      | 0         |
| =     | André Roth           | Suisse               | Derbi        | 1      | 0         |
| =     | Jack Findlay         | Australie            | Bridgestone  | 1      | 0         |